# Lijst van politiezones in België
Dit is een lijst van de 178 politiezones in België. Een politiezone (PZ) kan één of meerdere gemeenten bevatten. Voor 2001 stond elke gemeente in voor de eigen gemeentepolitie; toen waren er dus in feite 589 politiezones.

## Fusies
Bij de hervorming van de politie, die inging op 1 januari 2001, werden er oorspronkelijk 196 politiezones gevormd. Op 1 januari 2011 vond de eerste fusie plaats. Sindsdien zijn er echter een aantal fusies doorgevoerd, waardoor het aantal is verminderd. Sinds 1 januari 2025 zijn er nog 178 politiezones: 38 eengemeentezones en 140 meergemeentezones.
| Datum          | Nieuwe politiezone                       | Oude politiezones                                                   | Gemeenten                                                                              | Opmerkingen |
| -------------- | ---------------------------------------- | ------------------------------------------------------------------- | -------------------------------------------------------------------------------------- | --- |
| 1 januari 2011 | 5853 PZ Lanaken-Maasmechelen (PZ LaMa)   | 5386 PZ Lanaken, 5387 PZ Maasmechelen                               | Lanaken, Maasmechelen                                                                  | eerste fusie in Vlaanderen |
| 1 juli 2014    | 5888 PZ MidLim                           | 5384 PZ GOAZ, 5378 PZ Houthalen-Helchteren                          | As, Genk, Opglabbeek, Zutendaal, Houthalen-Helchteren                                  | opgeheven |
| 1 januari 2015 | 5906 PZ Mechelen/Willebroek (PZ MeWi)    | 5357 PZ Willebroek, 5358 PZ Mechelen                                | Mechelen, Willebroek                                                                   | opgeheven |
| 1 januari 2015 | 5904 PZ Waasland-Noord (PZ WaNo)         | 5430 PZ Beveren, 5431 PZ Sint-Gillis-Waas/Stekene                   | Beveren, Sint-Gillis-Waas, Stekene                                                     | opgeheven |
| 1 januari 2016 | 5907 PZ Limburg Regio Hoofdstad (PZ LRH) | 5370 PZ HAZODI, 5374 PZ West-Limburg                                | Diepenbeek, Hasselt, Zonhoven, Halen, Herk-de-Stad, Lummen                             | |
| 1 januari 2016 | 5905 PZ Zennevallei                      | 5404 PZ Beersel, 5413 PZ Halle, 5414 PZ Sint-Pieters-Leeuw          | Beersel, Halle, Sint-Pieters-Leeuw                                                     | |
| 1 januari 2017 | 5908 PZ Voer & Dijle (PZ VODI)           | 5397 PZ Dijleland, 5398 PZ Tervuren                                 | Bertem, Huldenberg, Oud-Heverlee, Tervuren                                             | |
| 1 januari 2018 | 5909 PZ CARMA                            | 5385 PZ Noordoost Limburg, 5888 PZ MidLim                           | Genk, As, Oudsbergen, Zutendaal, Houthalen-Helchteren, Bocholt, Bree, Kinrooi          | |
| 1 januari 2019 | 5910 PZ Getevallei                       | 5390 PZ LAN, 5392 PZ Tienen/Hoegaarden                              | Tienen, Hoegaarden, Landen, Linter, Zoutleeuw                                          | |
| 1 januari 2019 | 5911 PZ Deinze-Zulte-Lievegem            | 5420 PZ Deinze-Zulte, 5422 PZ LoWaZoNe                              | Deinze, Zulte, Lievegem                                                                | |
| 1 januari 2023 | 5913 PZ Rivierenland                     | 5356 PZ Klein-Brabant, 5906 PZ Mechelen/Willebroek                  | Bornem, Puurs-Sint-Amands, Mechelen, Willebroek                                        | |
| 1 januari 2023 | 5912 ZP Anderlues/Binche/Lermes          | 5332 ZP Anderlues/Binche, 5333 ZP Lermes                            | Anderlues, Binche, Lobbes, Erquelinnes, Merbes-le-Château, Estinnes                    | eerste fusie in Wallonië |
| 1 januari 2024 | 5914 PZ Aalter/Maldegem                  | 5423 PZ Aalter, 5424 PZ Maldegem                                    | Aalter, Maldegem                                                                       | |
| 1 januari 2025 | 5962 PZ Haspengouw                       | 5379 PZ Kanton Borgloon, 5380 PZ Tongeren/Herstappe                 | Heers, Wellen, Tongeren-Borgloon, Herstappe                                            | de gemeenten Alken en Kortessem die vroeger onder 5379 PZ Kanton Borgloon vielen werden ondergebracht in de bestaande zone 5907 PZ Limburg Regio Hoofdstad |
| 1 januari 2025 | 5964 PZ Scheldewaas                      | 5346 PZ Zwijndrecht, 5433 PZ Kruibeke/Temse, 5904 PZ Waasland-Noord | Beveren-Kruibeke-Zwijndrecht, Sint-Gillis-Waas, Stekene, Temse                         | |
| 1 januari 2025 | PZ 5915 Vlaamse Ardennen                 | 5425 PZ Vlaamse Ardennen, 5426 PZ Brakel                            | Kluisbergen, Kruisem, Oudenaarde, Wortegem-Petegem, Brakel, Horebeke, Maarkedal, Zwalm | |

Op 1 januari 2025 zijn voor het eerst enkele defusies doorgevoerd:
- Borsbeek stapte uit PZ MINOS en werd deel van PZ Antwerpen;[10]
- Alken en Kortessem stapten uit PZ Kanton Borgloon en sluiten aan bij PZ Limburg Regio Hoofdstad;[11]
- Moerbeke stapte uit PZ Regio Puyenbroek en sloot aan bij PZ Lokeren;[12]
- Meulebeke stapte uit PZ MIDOW en sloot aan bij PZ Regio Tielt.[13]

### Potentiële fusies
- Antwerpen
  - Sinds februari 2018 werken de politiezones Berlaar-Nijlen, BODUKAP (Bonheiden, Duffel, Sint-Katelijne-Waver en Putte), Heist-op-den-Berg en Lier versterkt samen onder de associatie "Tussen Nete en Dijle". Een fusie is echter (nog) niet aan de orde. [14]
- Brussel
  - De vraag om de zes Brusselse politiezones te fusioneren tot één zone keert vaak terug, vooral vanuit de hoek van Vlaamse politici. De meeste Franstalige politici zijn hier echter resoluut tegen. Als deel van het regeerakkoord van de Regering-De Wever werd afgesproken dat de Brusselse politiezones zullen worden gefusioneerd. De fusie zou op 1 januari 2027 in werking treden[15].
- Limburg
  - In november 2020 tekenden de 4 politiezones Beringen/Ham/Tessenderlo, Kempenland (Leopoldsburg, Eksel en Peer), HANO (Hamont-Achel en Pelt) en Lommel een intentieverklaring om te fuseren tot één grote politiezone in Noordwest-Limburg.[16] In september 2022 werd de fusie echter bevroren[17].Later werd duidelijk dat er 2 politiezones komen in noord-Limburg.
  - Sinds september 2023 werken de politiezones Beringen/Ham/Tessenderlo en Heusden-Zolder versterkt samen. Dit kan de voorbode zijn van een potentiële fusie na de gemeenteraadsverkiezingen van 2024.[18] [19] In mei 2025 werd bekendgemaakt dat beide politiezones in 2026 effectief zullen fuseren. Dit zal de op 2 na grootste politiezone van Limburg creëren[20].
  - In mei 2025 maakten ook de politiezones Kempenland (Leopoldsburg, Eksel en Peer), HANO (Hamont-Achel en Pelt) en Lommel bekend te fusioneren [21]. De nieuwe zone zal begin 2026 an start gaan.
- Oost-Vlaanderen
  - In maart 2025 maakten de gemeenten Sint-Niklaas, Lokeren en Waasmunster bekend om hun politiezones mogelijk te laten fusioneren.[22]
  - In juni 2025 waren er verkennende gesprekken voor een mogelijke fusie van Politiezones Aalst, Erpe-Mere/Lede en Denderleeuw/Haaltert. [23]
- West-Vlaanderen
  - In de loop van 2025 zullen de politiezones RIHO en MIDOW mogelijks fuseren.[13] Is voorzien voor januari 2027.[24]
- Vlaams-Brabant
  - In januari 2024 maakten de politiezones AMOW (Asse, Merchtem, Opwijk en Wemmel), Dilbeek en TARL (Ternat, Affligem, Roosdaal en Liedekerke) bekend een mogelijk fusie uit te werken. De 3 zones met 9 gemeenten werken reeds versterkt samen in de associatie PACE.[25] Eind mei 2025 maakten de drie politiezones echter bekend dat de fusieplannen voorlopig worden opgeborgen, nadat er geen consensus kon gevonden worden over de financiële aspecten. [26]

## Vlaanderen
Vlaanderen is onderverdeeld in 101 politiezones met codes 5345 tot 5462:

### Provincie Antwerpen
Sinds de meest recente politiefusie op 1 januari 2023 telt de provincie Antwerpen 22 politiezones, waarvan 5 ééngemeentezones:
- 5345 PZ Antwerpen : Antwerpen
- 5347 PZ Rupel : Boom, Hemiksem, Niel, Rumst en Schelle
- 5348 PZ Noord : Kapellen en Stabroek
- 5349 PZ HEKLA : Hove, Edegem, Kontich, Lint en Aartselaar
- 5350 PZ Grens : Essen, Kalmthout en Wuustwezel
- 5351 PZ MINOS : Boechout, Mortsel, Wijnegem en Wommelgem
- 5352 PZ Brasschaat : Brasschaat
- 5353 PZ Schoten : Schoten
- 5354 PZ ZARA : Zandhoven en Ranst
- 5355 PZ Voorkempen : Brecht, Malle, Schilde en Zoersel
- 5359 PZ BODUKAP : Bonheiden, Duffel, Sint-Katelijne-Waver en Putte
- 5360 PZ Lier : Lier
- 5361 PZ Berlaar/Nijlen : Berlaar en Nijlen
- 5362 PZ Heist : Heist-op-den-Berg
- 5363 PZ Noorderkempen : Hoogstraten, Merksplas en Rijkevorsel
- 5364 PZ Regio Turnhout : Baarle-Hertog, Beerse, Kasterlee, Lille, Oud-Turnhout, Turnhout en Vosselaar
- 5365 PZ Zuiderkempen : Herselt, Hulshout en Westerlo
- 5366 PZ Geel-Laakdal-Meerhout : Geel, Laakdal en Meerhout
- 5367 PZ Kempen Noord-Oost : Arendonk, Ravels en Retie
- 5368 PZ Balen-Dessel-Mol : Balen, Dessel en Mol
- 5369 PZ Neteland : Grobbendonk, Herentals, Herenthout, Olen en Vorselaar
- 5913 PZ Rivierenland : Bornem, Puurs-Sint-Amands, Mechelen en Willebroek
  - 5356 PZ Klein-Brabant : Bornem en Puurs-Sint-Amands (tot 1 januari 2023)
  - 5906 PZ Mechelen/Willebroek (PZ MeWi) : Mechelen en Willebroek (tot 1 januari 2023)
    - 5357 PZ Willebroek : Willebroek (tot 1 januari 2015)
    - 5358 PZ Mechelen : Mechelen (tot 1 januari 2015)

### Provincie Limburg
Sinds de meest recente politiefusie op 1 januari 2025 telt de provincie Limburg 13 politiezones, waarvan 3 ééngemeentezones:
- 5371 PZ Lommel : Lommel
- 5372 PZ HANO : Hamont-Achel en Pelt
- 5373 PZ Beringen/Ham/Tessenderlo : Beringen en Tessenderlo-Ham
- 5375 PZ Heusden-Zolder : Heusden-Zolder
- 5376 PZ Sint-Truiden/Gingelom/Nieuwerkerken : Sint-Truiden, Gingelom en Nieuwerkerken
- 5377 PZ Kempenland : Hechtel-Eksel, Leopoldsburg en Peer
- 5381 PZ Bilzen/Hoeselt/Riemst : Bilzen-Hoeselt en Riemst
- 5382 PZ Voeren : Voeren
- 5383 PZ Maasland : Dilsen-Stokkem en Maaseik
- 5853 PZ Lanaken/Maasmechelen (PZ LaMa) : Lanaken en Maasmechelen
  - 5386 PZ Lanaken : Lanaken (tot 1 januari 2011)
  - 5387 PZ Maasmechelen : Maasmechelen (tot 1 januari 2011)
- 5907 PZ Limburg Regio Hoofdstad : Alken, Hasselt, Zonhoven, Diepenbeek, Halen, Herk-de-Stad en Lummen
  - 5370 PZ HAZODI : Diepenbeek, Hasselt en Zonhoven (tot 1 januari 2016)
  - 5374 PZ West-Limburg : Halen, Herk-de-Stad en Lummen (tot 1 januari 2016)
- 5909 PZ CARMA : Genk, As, Oudsbergen, Zutendaal, Houthalen-Helchteren, Bocholt, Bree en Kinrooi
  - 5888 PZ MidLim : Genk, As, Opglabbeek, Zutendaal en Houthalen-Helchteren (tot 2 mei 2017)
    - 5384 PZ GAOZ : As, Genk, Opglabbeek en Zutendaal (tot 1 mei 2014)
    - 5378 PZ Houthalen-Helchteren : Houthalen-Helchteren (tot 1 mei 2014)

  - 5385 PZ Noordoost Limburg : Bocholt, Bree, Kinrooi en Meeuwen-Gruitrode (tot 2 mei 2017)
- 5962 PZ Haspengouw: Heers, Herstappe, Tongeren-Borgloon, Wellen
  - 5379 PZ Kanton Borgloon : Alken, Borgloon, Heers, Kortessem en Wellen (tot 1 januari 2025)
  - 5380 PZ Tongeren/Herstappe : Tongeren en Herstappe (tot 1 januari 2025)

### Provincie Vlaams Brabant
Sinds de meest recente politiefusie op 1 januari 2019 telt de provincie Vlaams-Brabant 23 politiezones, waarvan 5 ééngemeentezones:
- 5388 PZ Leuven : Leuven
- 5389 PZ Hageland : Bekkevoort, Geetbets, Glabbeek, Kortenaken en Tielt-Winge
- 5391 PZ Bierbeek/Boutersem/Holsbeek/Lubbeek : Bierbeek, Boutersem, Holsbeek en Lubbeek
- 5393 PZ HerKo : Herent en Kortenberg
- 5394 PZ Aarschot : Aarschot
- 5395 PZ Boortmeerbeek/Haacht/Keerbergen : Boortmeerbeek, Haacht en Keerbergen
- 5396 PZ Demerdal DSZ : Diest en Scherpenheuvel-Zichem
- 5399 PZ BRT : Begijnendijk, Rotselaar en Tremelo
- 5400 PZ Zaventem : Zaventem
- 5401 PZ WOKRA : Wezembeek-Oppem en Kraainem
- 5402 PZ Druivenstreek : Overijse en Hoeilaart
- 5403 PZ Rode : Drogenbos, Linkebeek en Sint-Genesius-Rode
- 5405 PZ Pajottenland : Bever, Lennik, Pajottegem en Pepingen
- 5406 PZ Dilbeek : Dilbeek
- 5407 PZ TARL : Ternat, Affligem, Roosdaal en Liedekerke
- 5408 PZ AMOW : Asse, Merchtem, Opwijk en Wemmel
- 5409 PZ K-L-M : Kapelle-op-den-Bos, Londerzeel en Meise
- 5410 PZ Grimbergen : Grimbergen
- 5411 PZ Vilvoorde/Machelen : Vilvoorde en Machelen
- 5412 PZ KASTZE : Kampenhout, Steenokkerzeel en Zemst
- 5905 PZ Zennevallei : Beersel, Halle en Sint-Pieters-Leeuw
  - 5404 PZ Beersel : Beersel (tot 1 januari 2016)
  - 5413 PZ Halle : Halle (tot 1 januari 2016)
  - 5414 PZ Sint-Pieters-Leeuw : Sint-Pieters-Leeuw (tot 1 januari 2016)
- 5908 PZ Voer & Dijle : Bertem, Huldenberg, Oud-Heverlee en Tervuren
  - 5397 PZ Dijleland : Bertem, Huldenberg en Oud-Heverlee (tot 1 januari 2017)
  - 5398 PZ Tervuren : Tervuren (tot 1 januari 2017)
- 5910 PZ Getevallei : Tienen, Hoegaarden, Landen, Linter en Zoutleeuw
  - 5390 PZ LAN : Landen, Linter en Zoutleeuw (tot 1 januari 2019)
  - 5392 PZ Tienen/Hoegaarden : Tienen en Hoegaarden (tot 1 januari 2019)

### Provincie Oost-Vlaanderen
Sinds de meest recente politiefusie op 1 januari 2025 telt de provincie Oost-Vlaanderen 24 politiezones, waarvan 7 ééngemeentezones:
- 5415 PZ Gent : Gent
- 5416 PZ Regio Puyenbroeck : Lochristi en Zelzate
- 5417 PZ Meetjesland-Centrum : Eeklo, Kaprijke en Sint-Laureins
- 5418 PZ Regio Rhode & Schelde : Destelbergen, Merelbeke-Melle en Oosterzele
- 5419 PZ Schelde-Leie : Gavere, Nazareth-De Pinte en Sint-Martens-Latem
- 5421 PZ Assenede/Evergem : Assenede en Evergem
- 5427 PZ Ronse : Ronse
- 5428 PZ Geraardsbergen/Lierde : Geraardsbergen en Lierde
- 5429 PZ Zottegem/Herzele/Sint-Lievens-Houtem : Zottegem, Herzele en Sint-Lievens-Houtem
- 5432 PZ Sint-Niklaas : Sint-Niklaas
- 5434 PZ Lokeren : Lokeren
- 5435 PZ Hamme/Waasmunster : Hamme en Waasmunster
- 5436 PZ Berlare/Zele : Berlare en Zele
- 5437 PZ Buggenhout/Lebbeke : Buggenhout en Lebbeke
- 5438 PZ Wetteren/Laarne/Wichelen : Wetteren, Laarne en Wichelen
- 5439 PZ Denderleeuw/Haaltert : Denderleeuw en Haaltert
- 5440 PZ Aalst : Aalst
- 5441 PZ Erpe-Mere/Lede : Erpe-Mere en Lede
- 5442 PZ Ninove : Ninove
- 5443 PZ Dendermonde : Dendermonde
- 5911 PZ Deinze-Zulte-Lievegem : Deinze, Zulte en Lievegem
  - 5420 PZ Deinze-Zulte : Deinze en Zulte (tot 1 januari 2019)
  - 5422 PZ LoWaZoNe : Lovendegem, Waarschoot, Zomergem en Nevele (tot 1 januari 2019)
- 5914 PZ Aalter/Maldegem : Aalter en Maldegem
  - 5423 PZ Aalter : Aalter (tot 1 januari 2024)
  - 5424 PZ Maldegem : Maldegem (tot 1 januari 2024)
- 5964 PZ Scheldewaas: Beveren-Kruibeke-Zwijndrecht, Sint-Gillis-Waas, Stekene en Temse
  - 5904 PZ Waasland-Noord : Beveren, Sint-Gillis-Waas en Stekene (tot 1 januari 2025)
    - 5430 PZ Beveren : Beveren (tot 1 januari 2015)
    - 5431 PZ Sint-Gillis-Waas/Stekene : Sint-Gillis-Waas en Stekene (tot 1 januari 2015)

  - 5346 PZ Zwijndrecht : Zwijndrecht (tot 1 januari 2025)
  - 5433 PZ Kruibeke/Temse : Kruibeke en Temse (tot 1 januari 2025)
- 5915 PZ Vlaamse Ardennen: Brakel, Horebeke, Kluisbergen, Kruisem, Maarkedal, Oudenaarde, Wortegem-Petegem en Zwalm
  - 5425 PZ Vlaamse Ardennen : Kluisbergen, Kruisem, Oudenaarde en Wortegem-Petegem (tot 1 januari 2025)
  - 5426 PZ Brakel : Brakel, Horebeke, Maarkedal en Zwalm (tot 1 januari 2025)

### Provincie West-Vlaanderen
De provincie West-Vlaanderen bestaat uit 19 politiezones, waarvan 3 ééngemeentezones:
- 5444 PZ Brugge : Brugge
- 5445 PZ Blankenberge/Zuienkerke : Blankenberge en Zuienkerke
- 5446 PZ Damme/Knokke-Heist : Damme en Knokke-Heist
- 5447 PZ Het Houtsche : Beernem, Oostkamp en Zedelgem
- 5448 PZ Regio Tielt : Ardooie, Lichtervelde, Pittem, Tielt en Wingene
- 5449 PZ Oostende : Oostende
- 5450 PZ Bredene/De Haan : Bredene en De Haan
- 5451 PZ Middelkerke : Middelkerke
- 5452 PZ Kouter : Gistel, Ichtegem, Jabbeke, Oudenburg en Torhout
- 5453 PZ RIHO : Roeselare, Izegem en Hooglede
- 5454 PZ MIDOW : Ingelmunster, Dentergem, Oostrozebeke en Wielsbeke
- 5455 PZ Grensleie : Ledegem, Menen en Wevelgem
- 5456 PZ VLAS : Kortrijk, Kuurne en Lendelede
- 5457 PZ MIRA : Anzegem, Avelgem, Spiere-Helkijn, Waregem en Zwevegem
- 5458 PZ Gavers : Deerlijk en Harelbeke
- 5459 PZ Spoorkin : Alveringem, Lo-Reninge en Veurne
- 5460 PZ Polder : Diksmuide, Houthulst, Koekelare en Kortemark
- 5461 PZ Westkust : De Panne, Koksijde en Nieuwpoort
- 5462 PZ ARRO Ieper : Heuvelland, Langemark-Poelkapelle, Mesen, Moorslede, Poperinge, Staden, Vleteren, Wervik, Ieper en Zonnebeke

## Brussels Hoofdstedelijk Gewest
Het Brussels Hoofdstedelijk Gewest is onderverdeeld in 6 politiezones met codes 5339 tot 5344. De federale regering-De Wever kwam overeen om per 1 januari 2027 de politiezones te fuseren tot 1 zone. Aansluitend hierop zal ook een eigen metropolitie worden opgericht, waardoor de Federale Spoorwegpolitie zich volledig kan focussen op de spoorwegen. Deze metropolitie komt eveneens onder het gezag van de Brusselse burgemeesters, waardoor deze ook tot de lokale politie kan worden gerekend.
- 5339 PZ Brussel HOOFDSTAD Elsene : Brussel en Elsene
- 5340 PZ Brussel-West : Sint-Jans-Molenbeek, Koekelberg, Jette, Ganshoren en Sint-Agatha-Berchem
- 5341 PZ Zuid : Anderlecht, Vorst en Sint-Gillis
- 5342 PZ Ukkel/Watermaal-Bosvoorde/Oudergem : Oudergem, Ukkel en Watermaal-Bosvoorde
- 5343 PZ Montgomery : Etterbeek, Sint-Lambrechts-Woluwe en Sint-Pieters-Woluwe
- 5344 PZ Evere/Schaarbeek/Sint-Joost-ten-Node : Evere, Sint-Joost-ten-Node en Schaarbeek

### Fusie Brusselse politiezones
De ministerraad van de Regering-De Wever heeft op 18 juli 2025 het licht op groen gezet voor het wetsontwerp dat de fusie van de zes Brusselse politiezones mogelijk maakt. De hervorming gaat gepaard met een aanzienlijke investering van 55 miljoen euro over vijf jaar voor de opstart van de nieuwe zone, kondigde minister van Binnenlandse Zaken Bernard Quintin (MR) aan na afloop van de ministerraad. De fusie moet in de eerste helft van 2027 operationeel worden.

## Wallonië
Wallonië is onderverdeeld in 71 politiezones met codes 5267 tot 5338:

### Waals-Brabant
De provincie Waals-Brabant is onderverdeeld in 10 politiezones, waarvan 4 ééngemeentezones:
- 5267 ZP Nivelles/Genappe : Nijvel (Nivelles) en Genepiën (Genappe)
- 5268 ZP Ouest Brabant Wallon : Kasteelbrakel, Itter (Ittre), Rebecq en Tubeke (Tubize)
- 5269 ZP La Mazerine :  Terhulpen (La Hulpe), Lasne en Rixensart
- 5270 ZP Orne-Thyle : Chastre, Court-Saint-Étienne, Mont-Saint-Guibert, Villers-la-Ville en Walhain
- 5271 ZP Wavre : Waver
- 5272 ZP Ardennes Brabançonnes : Bevekom, Chaumont-Gistoux, Graven en Incourt
- 5273 ZP Braine-l'Alleud : Eigenbrakel
- 5274 ZP Waterloo : Waterloo
- 5275 ZP Ottignies-Louvain-la-Neuve : Ottignies-Louvain-la-Neuve
- 5276 ZP Brabant Wallon Est : Hélécine, Geldenaken, Orp-Jauche, Perwijs (Perwez) en Ramillies

### Provincie Luik
De provincie Luik is onderverdeeld in 20 politiezones, waarvan 4 ééngemeentezones:
- 5277 ZP Liège : Luik
- 5278 ZP Seraing/Neupré : Seraing en Neupré
- 5279 ZP Herstal : Herstal
- 5280 ZP Beyne-Heusay/Fléron/Soumagne : Beyne-Heusay, Fléron en Soumagne
- 5281 ZP Basse Meuse : Bitsingen (Bassenge), Blegny, Dalhem, Juprelle, Oupeye en Wezet (Visé)
- 5282 ZP Flémalle : Flémalle
- 5283 ZP Secova : Aywaille, Chaudfontaine, Esneux, Sprimont en Trooz
- 5284 ZP Ans/Saint-Nicolas : Ans en Saint-Nicolas
- 5285 ZP Grâce-Hollogne/Awans : Grâce-Hollogne en Awans
- 5286 ZP Hesbaye : Berloz, Crisnée, Donceel, Faimes, Fexhe-le-Haut-Clocher, Geer, Oerle (Oreye), Remicourt en Borgworm
- 5287 ZP Des Fagnes : Jalhay, Spa en Theux
- 5288 ZP Pays de Herve : Aubel, Baelen, Herve, Limburg (Limbourg), Olne, Plombières, Thimister-Clermont en Welkenraedt
- 5289 ZP Vesdre : Dison, Pepinster en Verviers
- 5290 ZP Stavelot/Malmedy : Lierneux, Malmedy, Stavelot, Stoumont, Trois-Ponts en Weismes (Waimes)
- 5291 PZ Eifel (DG) : Amel, Büllingen, Burg-Reuland, Bütgenbach en Sankt Vith
- 5292 PZ Weser-Göhl (DG) : Eupen, Kelmis, Lontzen en Raeren
- 5293 ZP Hesbaye-Ouest : Braives, Burdinne, Hannuit (Hannut), Héron, Lijsem (Lincent) en Wasseiges
- 5294 ZP Meuse-Hesbaye : Amay, Engis, Saint-Georges-sur-Meuse, Verlaine, Villers-le-Bouillet en Wanze
- 5295 ZP Huy : Hoei
- 5296 ZP Du Condroz : Anthisnes, Clavier, Comblain-au-Pont, Ferrières, Hamoir, Marchin, Modave, Nandrin, Ouffet en Tinlot

### Provincie Luxemburg
De provincie Luxemburg is onderverdeeld in 6 politiezones:
- 5297 ZP Arlon/Attert/Habay/Martelange : Aarlen, Attert, Habay en Martelange
- 5298 ZP Sud-Luxembourg : Aubange, Messancy, Musson en Saint-Léger
- 5299 ZP De Gaume : Chiny, Étalle, Florenville, Meix-devant-Virton, Rouvroy, Tintigny en Virton
- 5300 ZP Famenne Ardenne : Durbuy, Érezée, Gouvy, Hotton, Houffalize, La Roche-en-Ardenne, Manhay, Marche-en-Famenne, Nassogne, Rendeux, Tenneville en Vielsalm
- 5301 ZP Centre Ardenne : Bastenaken (Bastogne), Fauvillers, Léglise, Libramont-Chevigny, Neufchâteau, Sainte-Ode en Vaux-sur-Sûre
- 5302 ZP Semois et Lesse : Bertrix, Bouillon, Daverdisse, Herbeumont, Libin, Paliseul, Saint-Hubert, Tellin en Wellin

### Provincie Namen
De provincie Namen is onderverdeeld in 13 politiezones, waarvan 2 ééngemeentezones: 
- 5303 ZP Namur : Namen
- 5304 ZP Orneau-Mehaigne : Éghezée, Gembloers (Gembloux) en La Bruyère
- 5305 ZP Des Arches : Andenne, Assesse, Fernelmont, Gesves en Ohey
- 5306 ZP Entre Sambre et Meuse : Floreffe, Fosses-la-Ville, Mettet en Profondeville
- 5307 ZP Samsom : Sambreville en Sombreffe
- 5308 ZP Jemeppe-sur-Sambre : Jemeppe-sur-Sambre
- 5309 ZP Flowal : Florennes en Walcourt
- 5310 ZP Houille-Semois : Beauraing, Bièvre, Gedinne en Vresse-sur-Semois
- 5311 ZP Des 3 Vallées : Couvin en Viroinval
- 5312 ZP Haute-Meuse : Anhée, Dinant, Hastière, Onhaye en Yvoir
- 5313 ZP Lesse et Lhomme : Houyet en Rochefort
- 5314 ZP Condroz Famenne : Ciney, Hamois, Havelange en Somme-Leuze
- 5315 ZP Hermeton et Heure : Cerfontaine, Doische en Philippeville

### Provincie Henegouwen
Sinds de laatste politiefusie op 1 januari 2023 - voorlopig de enige in Wallonië - telt de provincie Henegouwen 22 politiezones, waarvan 5 ééngemeentezones:
- 5316 ZP Du Tournaisis : Doornik (Tournai), Brunehaut, Rumes en Antoing
- 5317 ZP Mouscron : Moeskroen (Mouscron)
- 5318 ZP Comines-Warneton : Komen-Waasten (Comines-Warneton)
- 5319 ZP Beloeil/Leuze-en-Hainaut : Belœil en Leuze-en-Hainaut
- 5320 ZP Du Val de l'Escaut : Celles, Estaimpuis, Mont-de-l'Enclus en Pecq
- 5321 ZP Bernissart/Péruwelz : Bernissart en Péruwelz
- 5322 ZP Ath : Aat
- 5323 ZP Des Collines : Elzele (Ellezelles), Vloesberg (Flobecq), Frasnes-lez-Anvaing en Lessen (Lessines)
- 5324 ZP Mons/Quévy : Bergen en Quévy
- 5325 ZP La Louvière : La Louvière
- 5326 ZP Sylle et Dendre : Brugelette, Chièvres, Edingen (Enghien), Jurbeke (Jurbise), Lens en Opzullik (Silly)
- 5327 ZP Boraine : Boussu, Colfontaine, Frameries, Quaregnon en Saint-Ghislain
- 5328 ZP Haute Senne : 's-Gravenbrakel (Braine-le-Comte), Écaussinnes, Le Rœulx en Zinnik (Soignies)
- 5329 ZP Des Hauts-Pays : Dour, Hensies, Honnelles en Quiévrain
- 5330 ZP Charleroi : Charleroi
- 5331 ZP Aiseau-Presles/Châtelet/Farciennes : Aiseau-Presles, Châtelet en Farciennes
- 5334 ZP Botte du Hainaut : Beaumont, Chimay, Froidchapelle, Momignies en Sivry-Rance
- 5335 ZP Mariemont : Chapelle-lez-Herlaimont, Manage, Morlanwelz en Seneffe
- 5336 ZP Des Trieux : Courcelles en Fontaine-l'Evêque
- 5337 ZP Brunau : Fleurus, Les Bons Villers en Pont-à-Celles
- 5338 ZP Germinalt : Gerpinnes, Ham-sur-Heure-Nalinnes, Montigny-le-Tilleul en Thuin
- 5912 ZP Anderlues/Binche/Lermes : Anderlues, Binche, Lobbes, Erquelinnes, Merbes-le-Château en Estinnes
  - 5332 ZP Anderlues/Binche : Anderlues en Binche (tot 1 januari 2023)
  - 5333 ZP Lermes : Lobbes, Erquelinnes, Merbes-le-Château en Estinnes (tot 1 januari 2023)